# Nieuwstad (Farmsum)
Nieuwstad is een buurt die ligt ingeklemd tussen Delfzijl en Farmsum. Ten noorden ligt het "oude Eemskanaal". Ten zuiden ligt het Afwateringskanaal van Duurswold. Voor de afgraving van het Eemskanaal liep door deze buurt het Farmsummerdiep een verbinding tussen het Damsterdiep en het Afwateringskanaal. Naast de sluis in het Eemskanaal is het onderkomen van de Zeevaartschool (Noorderpoort) gebouwd.

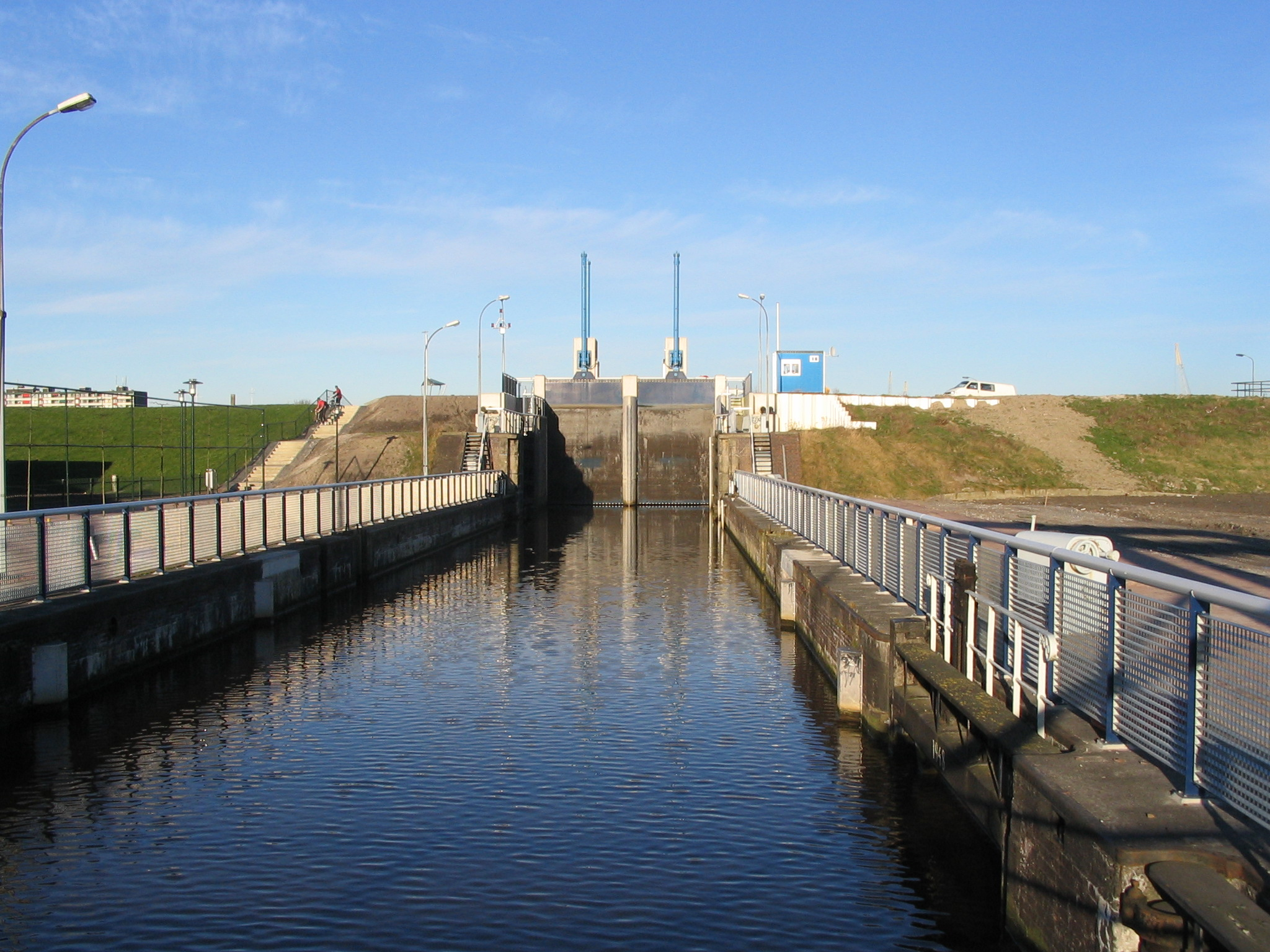
De sluis in het oude Eemskanaal.
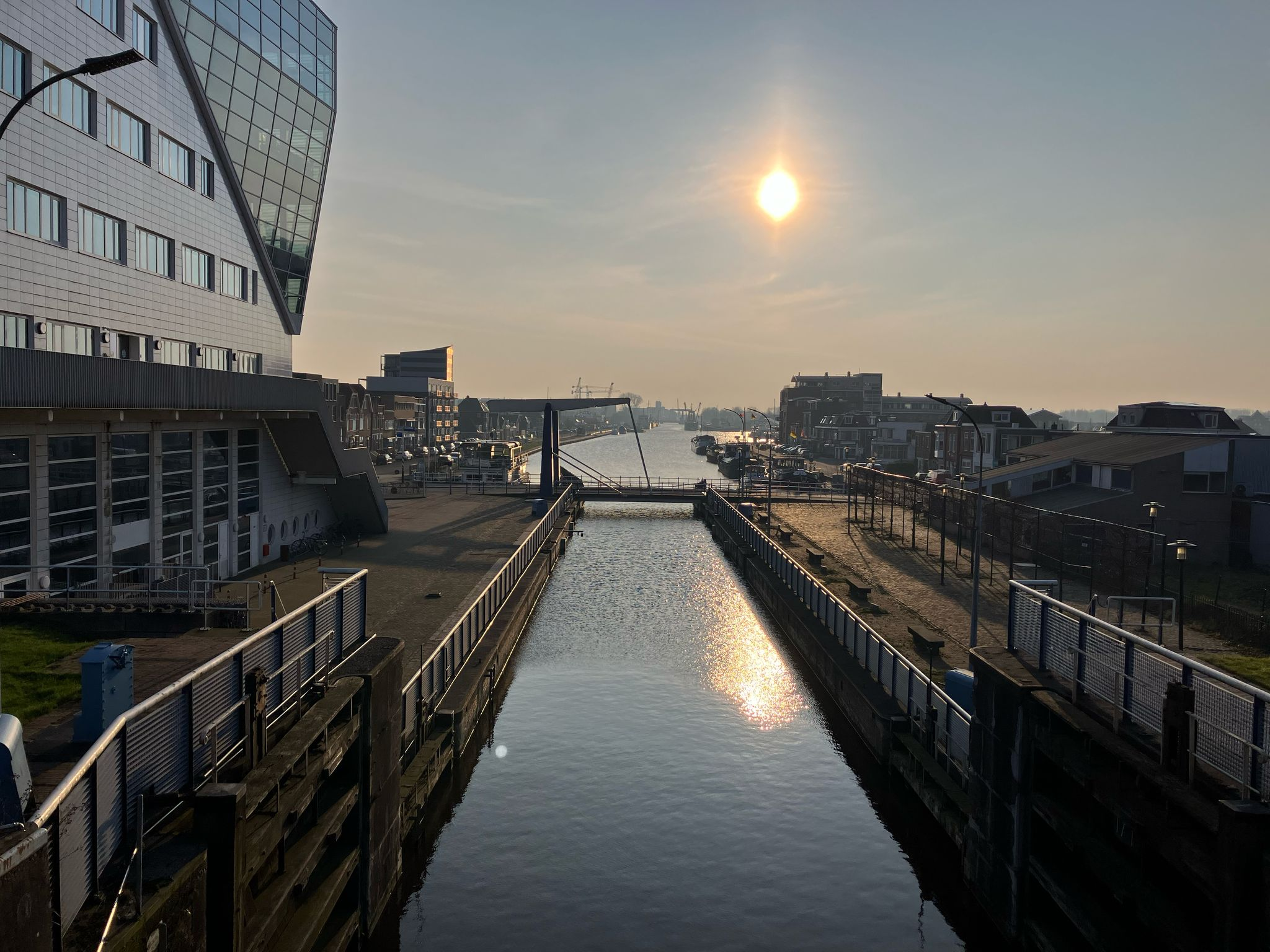
Gezicht op de sluis en het oude Eemskanaal vanaf de Dijk. Links van het kanaal Nieuwstad, rechts Kroonstad.
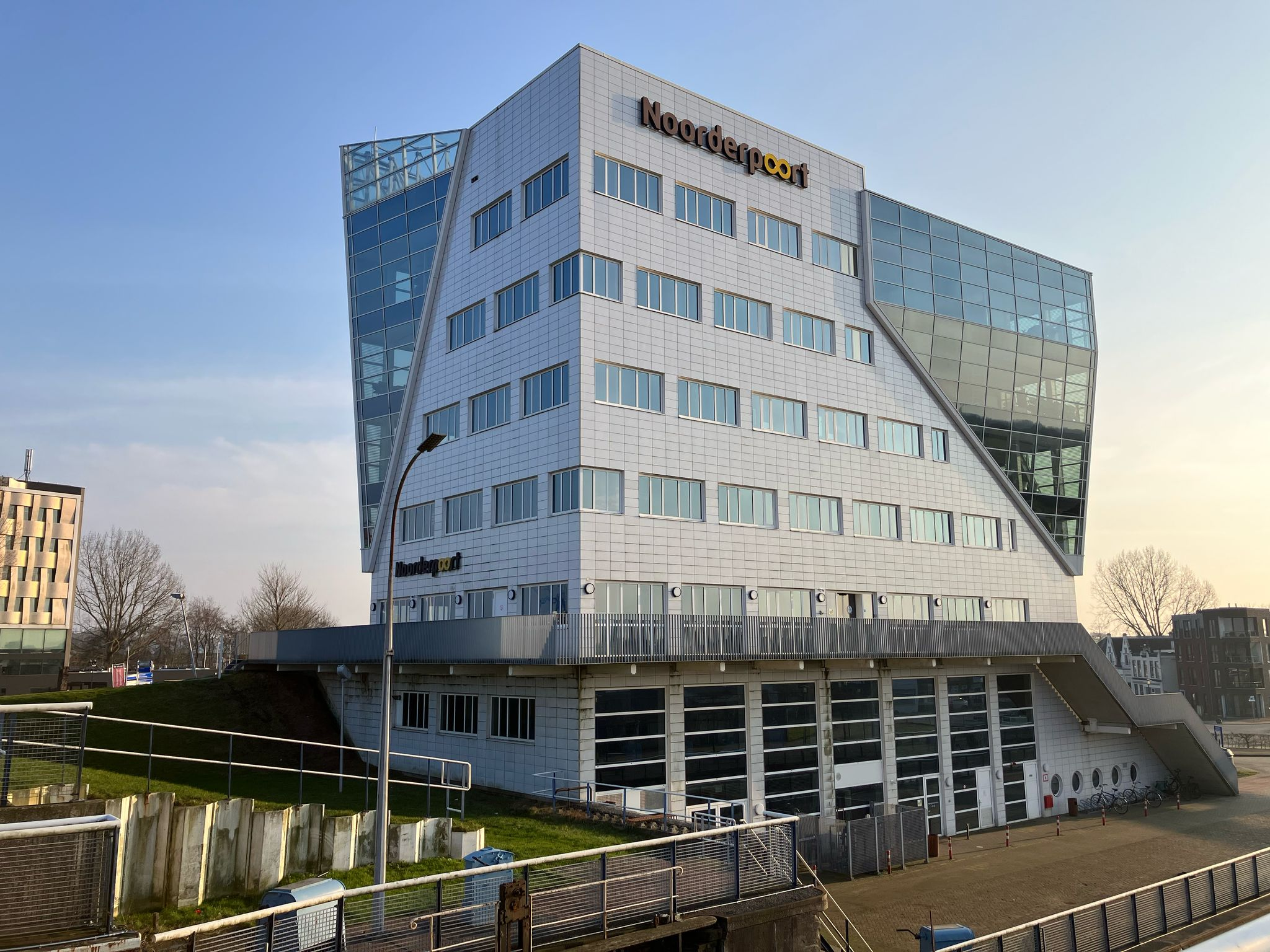
Het onderkomen van Noorderpoort (Zeevaartschool).